# 扉の影の女
『扉の影の女』（とびらのかげのおんな）は、横溝正史の長編推理小説。「金田一耕助シリーズ」の一つ。

## 概要
本作は、短篇を長篇化して書下した作品で、1961年1月に刊行された。長編への改稿により、原型の短編作品の7倍ほどの長さとなっている。
本作の原形の短編作品『扉の中の女』は、『週刊東京』の読物企画「ミステリーシリーズ」のひとつとして、1957年12月から3回にわたって連載された。「ミステリーシリーズ」のひとつ『渦の中の女』とは、姉妹編的な側面があったが、本作の長編化の際にその部分は解消された。
本作には、金田一耕助の助手として多門修が登場する。多門について本作では『支那扇の女』のなかで簡単に紹介しておいたと記されているが、『支那扇の女』の事件は1957年のもので、本作の事件の1955年と、登場の順は逆になっている。

## あらすじ
1955年12月22日、緑ヶ丘町緑ヶ丘荘の金田一耕助探偵事務所に、西銀座のバー「モンパルナス」のホステス・夏目加代子が訪れる。20日の夜、勤め先から帰る途中、曳舟稲荷の路地から飛び出してきた男にぶつかった際に、男は血に汚れたハット・ピンを落として逃走し、路地の奥の稲荷の前には自分がかつて勤めていたバー「お京」のホステスで恋敵の江崎タマキが殺されて横たわっていたという。自分に嫌疑がかかることを恐れた加代子はその場から逃げ出すが、その際に「叩けよ されば開かれん、ギン生 タマチャン」と書かれた紙片を拾う。「ギン生」とは、タマキに奪われたかつての恋人でミドル級世界チャンピオンのプロボクサー、臼井銀哉のことと考えた加代子は紙片を回収するが、冷静に考え直してみると臼井らしくない。しかも昨日の夕刊によると、死体はまったく別の築地の入船橋下の川で発見されている。本当の殺人現場を知っているのが犯人と自分だけかと思うと恐ろしい、また路地前で男にぶつかった際に顔を見られたような気がして、自分が狙われるかもしれない。そのため、警察には自分の名前を出さないようにして助けてほしいとの依頼である。
金田一は依頼人の名を伏せて、等々力警部と新井刑事を殺害現場へ案内するかたがた、築地署では臼井銀哉を参考人として事情聴取しているとの話を聞く。どうやら事件当夜、臼井はタマキと待ち合わせして出かけたらしいとのこと。また、戦後の怪物と言われ、汚職というと必ず名前が出てくる金門剛がタマキのパトロンとのことであった。そして、現場の曳舟稲荷に到着すると、路地の奥は袋小路になっていて、そこに血痕を洗ったような跡が残っていた。路地の薬局の店員に聞くと、血だらけの鶏が転がっていて、裏口が路地に面しているレストラン「トロカルデ」から野良猫がカシワを盗み出したのだろうと、たいして気にも留めずに血痕を洗い流したのだという。カシワの血による犯人の偽装工作だと判断した等々力警部たちは、鑑識に調べさせるとともに、「トロカルデ」のコック長の広田幸吉に事情聴取する。広田によると、昨日の朝6時か6時半に河岸へ買い出しに出かけた際は、カシワに気が付かなかったとのこと。また、レストランのマダムの藤本美也子は、財界の巨頭・加藤栄造の愛人で、金門もよくこの店を利用するとのことである。
あとは新井刑事と鑑識に任せて、金田一が等々力警部とともに築地署に向かうと、臼井銀哉の取り調べ中であった。臼井は、20日の晩にタマキに誘われたが行かず、赤坂のナイト・クラブ「赤い風車」で出会った女性マダムXと箱根湯本の旅館へ行ったという。そして、そのマダムXの名前を明かせない事情があって困っているので、謝礼はいくらでも出すからと、金田一に助けを求める。そこで金田一が事情聴取を引き受けると、臼井は供述を曖昧にしていた部分を明らかにし始める。臼井を誘ったタマキはパトロンの金門が自分を監視しているのではないかと恐れており、「お京」を一緒に出るところを見られるとまずいので、曳舟稲荷を待ち合わせの場所に指定した。しかし、タマキは現れず、近くの四つ角に停まっている車の運転台にいる男が袋小路の方を見張っているのを見て逃げ出した。ただし、それが金門だったかどうかは分からないとのことであった。そのあと「赤い風車」へ出向いてマダムXと箱根へ行き、マダムXが帰った後は別の女性を呼び寄せてさらに1泊したが、昼過ぎに新聞を見て事件を知って戻ってきたという。
臼井の聴取が終わった後、金門の調査をしていた川端刑事が戻ってきて、金門は夕べ大阪へ行ったということで、20日の夜は東京にいたとのことであった。そこへ新井刑事が戻ってきて、血痕の血液型鑑定の結果、タマキと同じO型であったという。その夜、捜査本部に金門から、明日東京へ戻る、逃げも隠れもしないのでこちらから連絡するまではそっとしておいてほしいとのことで、等々力警部はそれを諒とした。
ところが翌日、金門が東京駅で待ち構えていた警察の裏をかいて、警察へ出向く前に金田一を訪ねてきた。金門は、警察にアリバイを追及されると困るので相談に来たという。そこで金田一は、事件のあった夜、金門は「トロカルデ」でマダムで加藤栄造の愛人の藤本美也子と過ごしていたのではないか、そして金門は加藤をバックに大きな事業に手を染めており、加藤に美也子との関係を知られるわけにはいかず、進退窮まっているのではないかと指摘する。そして、事件が解決して真犯人が捕まれば、金門なアリバイは問題ではなくなると金田一が話すと、金門は秘密を守ってもらうことを条件に事件の解決を依頼する。
こうして、3人の依頼人からの依頼を受けた金田一は、金田一に敬服しているナイトクラブ「K・K・K」の用心棒役の多門修に、タマキの事件を報じている夕刊紙に載っている、ひき逃げ事件の被害者である女子高生・沢田珠美の身元調査とひき逃げ事故の前後の状況調査を依頼する。

## 登場人物
- 金田一耕助 - 私立探偵。
- 夏目加代子 - 事件の依頼人。銀座のバー「モンパルナス」に勤めるホステス。
- 江崎タマキ - 事件の被害者。銀座のバー「お京」に勤めるホステス。加代子の恋敵。
- 臼井銀哉 - Q大学生でミドル級世界チャンピオンのプロボクサー。タマキの彼氏で加代子の元恋人。
- 金門剛 - 金門産業の創始者でタマキのパトロン。
- 広田幸吉 - 高級レストラン「トロカデロ」のコック長。
- 藤本美也子 - 「トロカデロ」の経営者でマダム。
- 加藤栄造 - 東亜興業の創始者で財界の巨頭。藤本の愛人。
- 多門修 - 赤坂のナイトクラブ「K・K・K」の用心棒。
- 沢田珠実 - 車にはねられて病院で亡くなった高校生。
- 沢田喜代治 - 珠実の父親で弁護士。
- 佐伯三平 - 沢田喜代治の甥。自動車のブローカー。
- 等々力警部 - 警視庁捜査一課の警部
- 新井刑事 - 警視庁捜査一課の捜査官
- 保井警部補 - 築地警察署の捜査主任
- 古川刑事 - 築地警察署の捜査官
- 川端刑事 - 築地警察署の捜査官

## 原型短編からの加筆内容
長編化に際して、原型短編『扉の中の女』の人名、店舗名などが細かく見直されているが、ストーリーやトリックの骨格は踏襲されており、そこに新たな要素が多数追加されている。
大きな追加要素としては、被害者のパトロンで現場のレストランにも関わりの深い金門や、事件の夜に臼井と過ごしていたマダムXの存在があり、物語前半で金欠状態だった金田一がこの2人から多額の報酬を得て豪勢になる様子の描写も追加されている。
また、多門の存在も長編化での追加である。長編では金田一が新聞記事を検索して珠美の存在を探し出し、多門が看護婦から情報を聞きだすが、原型短編では珠実が死ぬ前に「血まみれのハットピン」とつぶやいていたので病院の方から連絡してきて関連性が明らかになる。そして、病院へ出向いた金田一が加代子の存在を明かして犯人を罠にかけ、白井（長編の臼井に相当）を加代子の護衛につけて犯人を捕まえさせている。

## 収録書籍
- 『扉の影の女』（1975年、角川文庫 、ISBN 978-4-04-130426-6）
- 『扉の影の女』（2021年改版、角川文庫 、ISBN 978-4-04-112068-2）
- 『扉の影の女』（1997年、春陽文庫 、ISBN 4-394-39526-7）

### 原型短編
- 『金田一耕助の帰還』（1996年、出版芸術社、ISBN 4-88293-117-6）
- 『金田一耕助の帰還』（2002年、光文社文庫、ISBN 4-334-73262-3）